# 那就是我们的奇迹
《那就是我们的奇迹》（日语：それは僕たちの奇跡）是μ's的单曲，2014年4月23日由Lantis发行，同时也是电视动画《Love Live!》第二期的片头曲。

## 概要
电视动画第二期的片头曲，也在第一话作为片尾曲使用。2014年4月23日发行。初回生产限定版附赠了《Love Live! 學園偶像祭》道具“Loveca”和人物卡片兑换码等特典。
单曲发行后，以首周销量6.6万张的成绩登上日本Oricon公信榜周榜第三位，成为当时μ's首周销量最高的单曲，在发售后的24周内累计销量便到达了10万，成为继中“放课后TEA TIME”的单曲《NO,Thank You!》和《Utauyo!!MIRACLE》之后，时隔四年再有动漫角色单曲发行量达到十万张。该单曲也成为2014年Oricon动画单曲年榜角色歌曲部门的冠军。
2015年12月31日，在第66回NHK紅白歌合戰中，首次登上红白的μ's演唱了《那就是我们的奇迹》。

## 收录曲目
- CD

1. （那就是我们的奇迹）
  - 作詞：畑亚貴，作曲、編曲：黑須克彦（日语：黒須克彦）
  - 第2期片头曲，另外第2期第1話作为片尾曲使用。
2. （正是因为太无情）
  - 作詞：畑亚貴，作曲：江並哲志，編曲：増田武史（日语：増田武史）
3. （Off Vocal）
4. （Off Vocal）

- DVD

## 专辑收录
| 曲名 | 專輯                                       | 發售日        | 專輯類型 |
| ---- | ------------------------------------------ | ------------- | -------- |
|      | 《μ's Best Album Best Live! Collection Ⅱ》 | 2015年5月27日 | 精選輯   |
|      | 《μ's Best Album Best Live! Collection Ⅱ》 | 2015年5月27日 | 精選輯   |